# Полиция Боснии и Герцеговины
Поли́ция Бо́снии и Герцегови́ны (босн. и хорв. Policija Bosne i Hercegovine, серб. Полициjа Босне и Херцеговине) — совокупность правоохранительных органов в Боснии и Герцеговине.
Босния и Герцеговина состоит из двух энтитетов — Республики Сербской и Федерации Боснии и Герцеговины, а также округа Брчко, фактически не являющимся частью ни одного из вышеназванных энтитетов.
Каждый энтитет имеет собственные полицейские силы. В Республике Сербской это полиция РС, подчинённая Министерству внутренних дел Республики Сербской. Федерация Боснии и Герцеговины разделена на десять кантонов, в каждом из которых имеется своя полиция. В округе Брчко также имеется собственная полиция.
Единым координирующим органом является Дирекция по координации полицейских органов БиГ (босн. и хорв. Direkcija za koordinaciju policijskih tijela BiH, серб. Дирекција за координацију полицијских тијела БиХ). Также на общегосударственном уровне имеются специальные подразделения по борьбе с терроризмом и организованной преступностью, а также единые военная и пограничная полиции. До 1997 года называлась милицией.

## Галерея

### Полиция кантонов Федерации БиХ

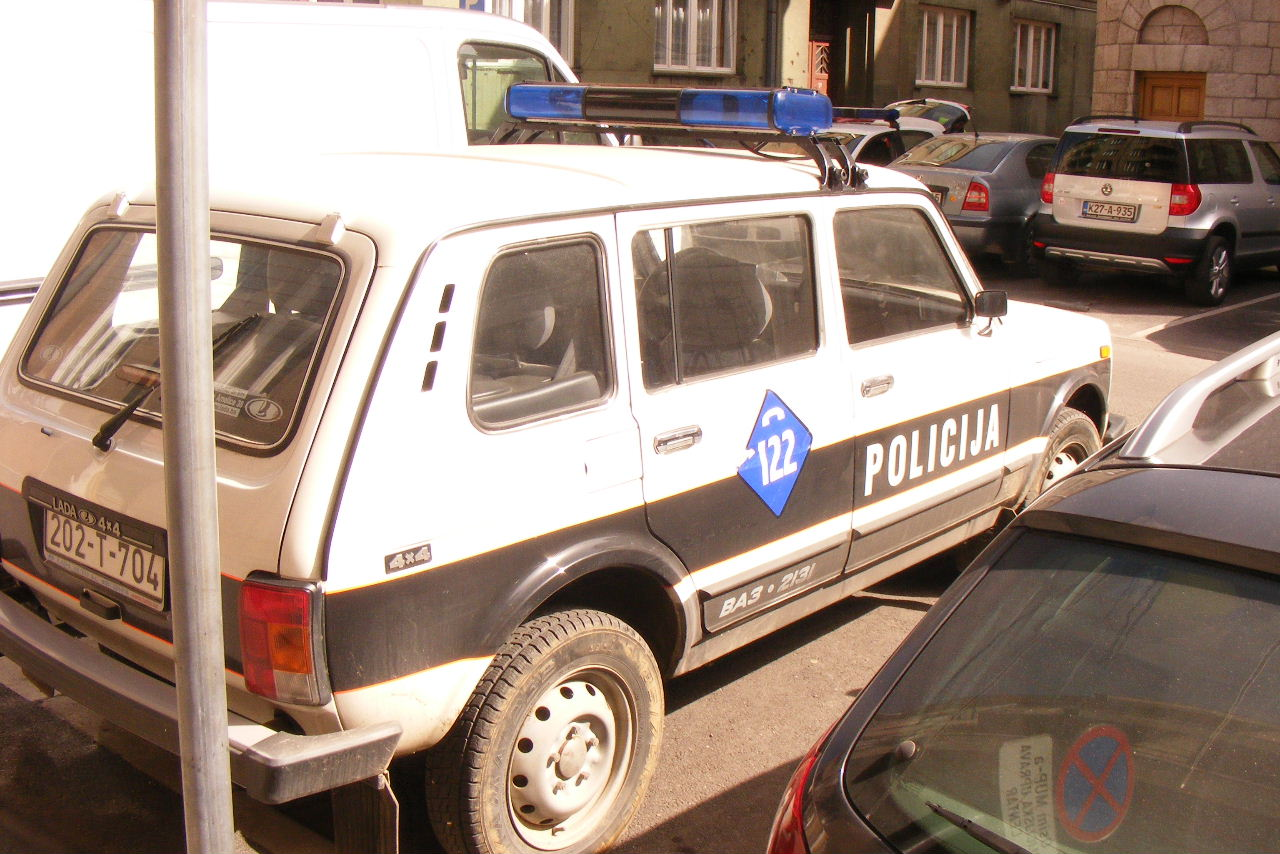
ВАЗ-2131 «Нива»
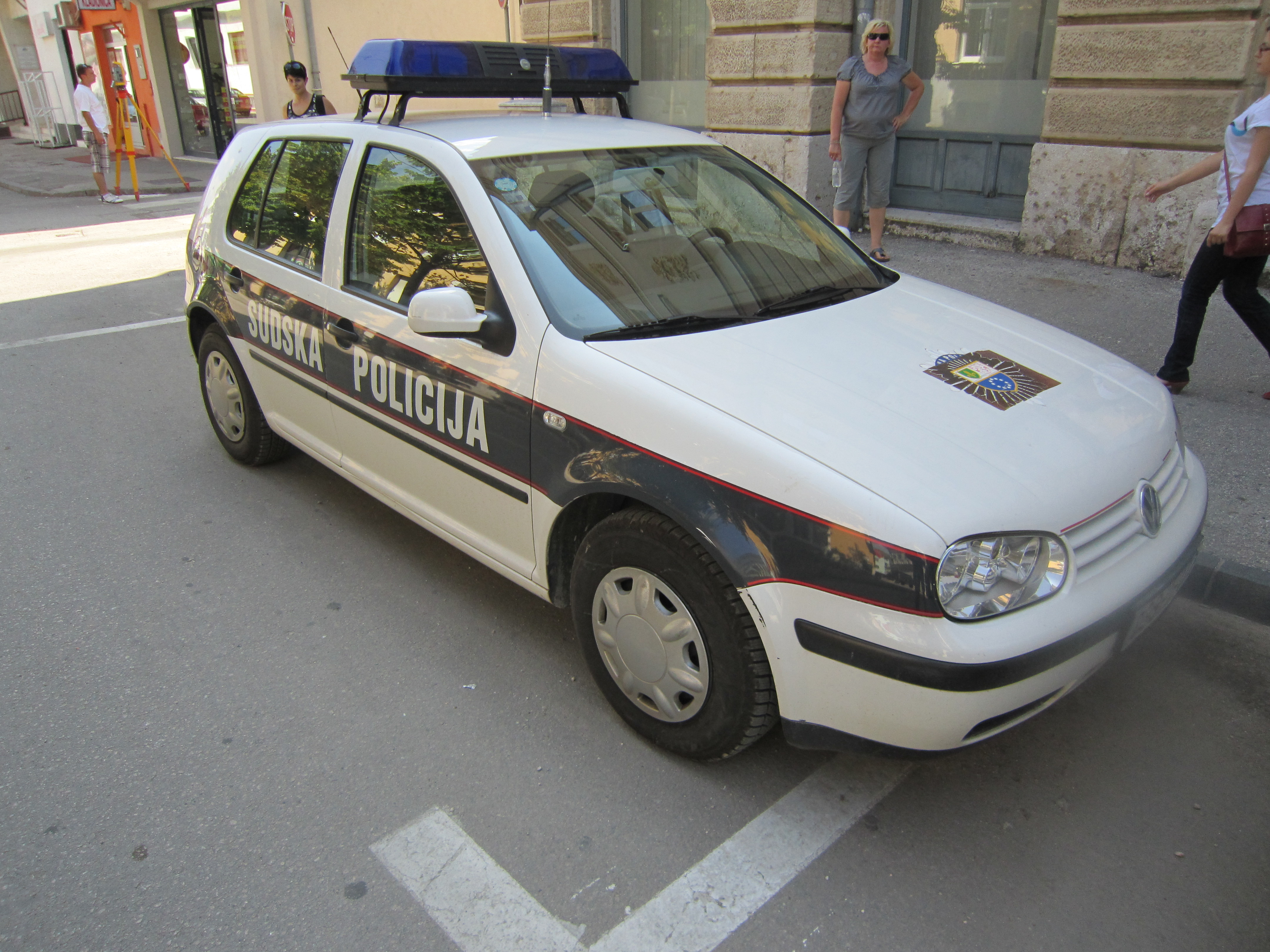
Volkswagen Golf
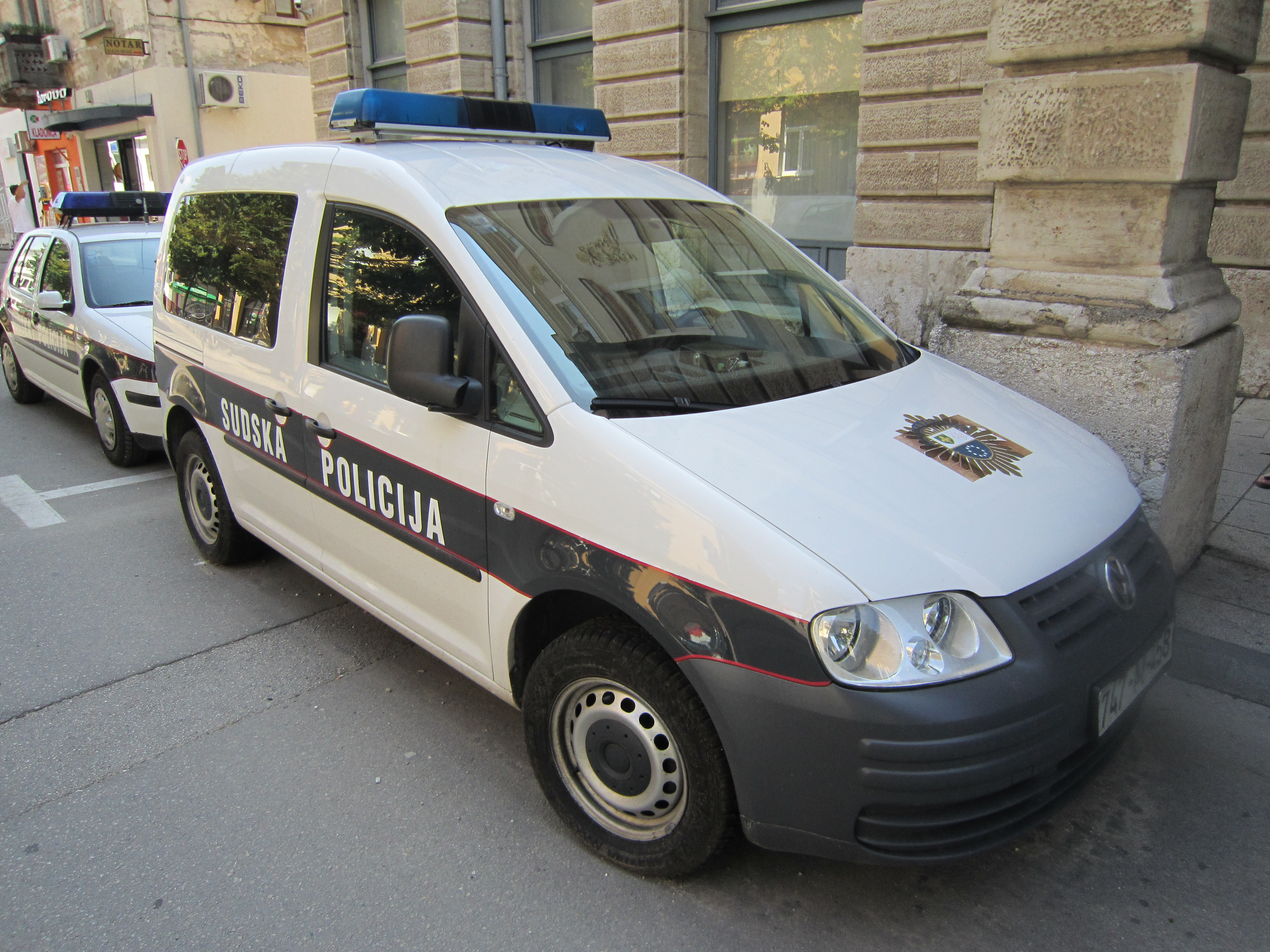
Volkswagen Caddy
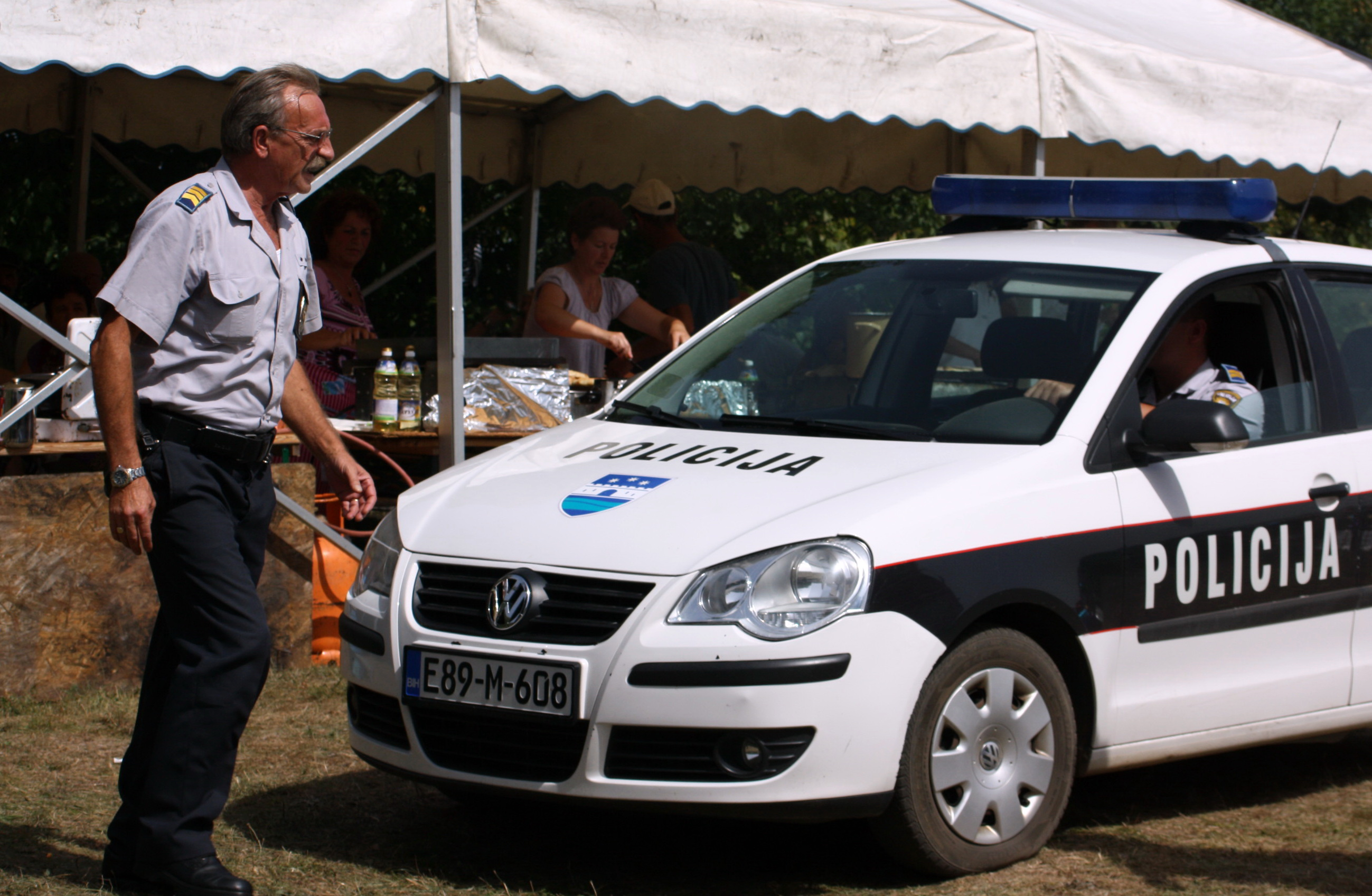
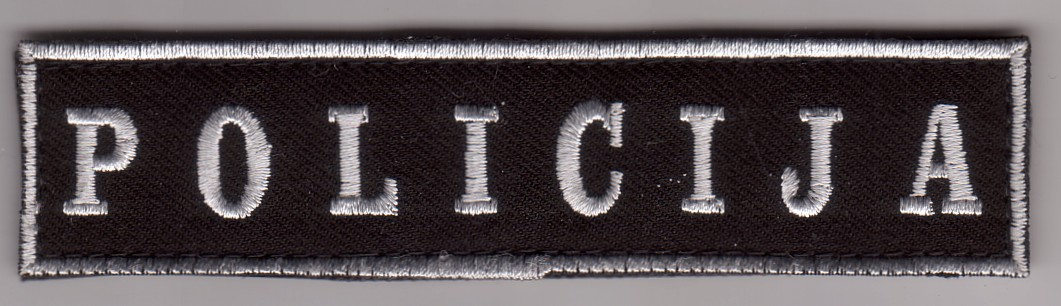
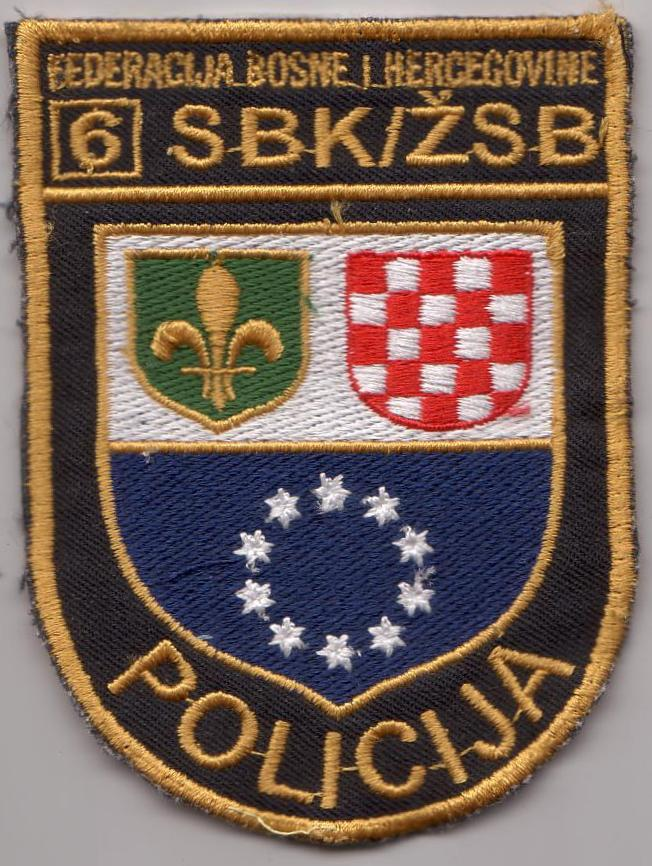
Эмблема полиции Герцеговино-Неретвенского кантона
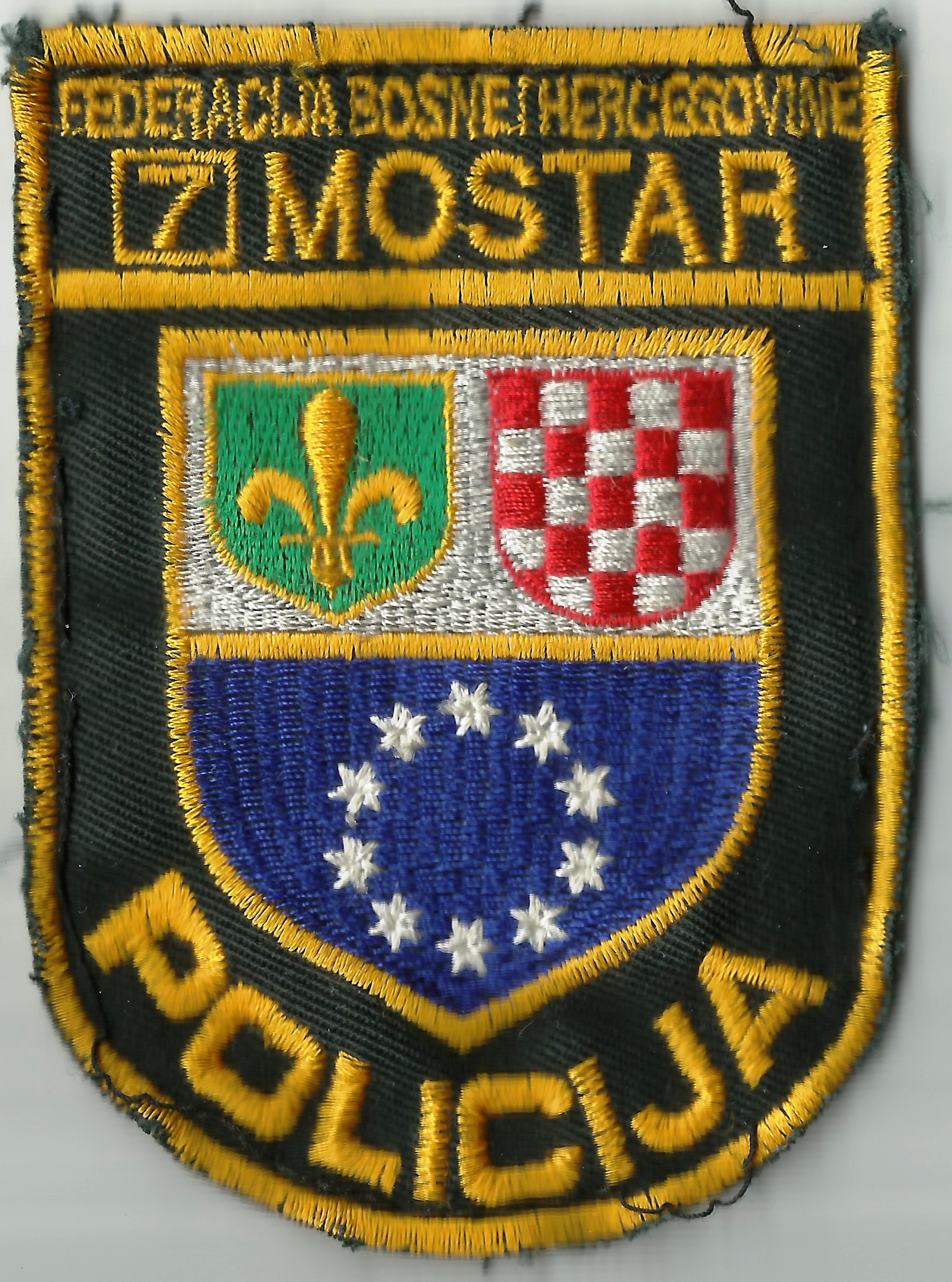
Эмблема полиции Мостара
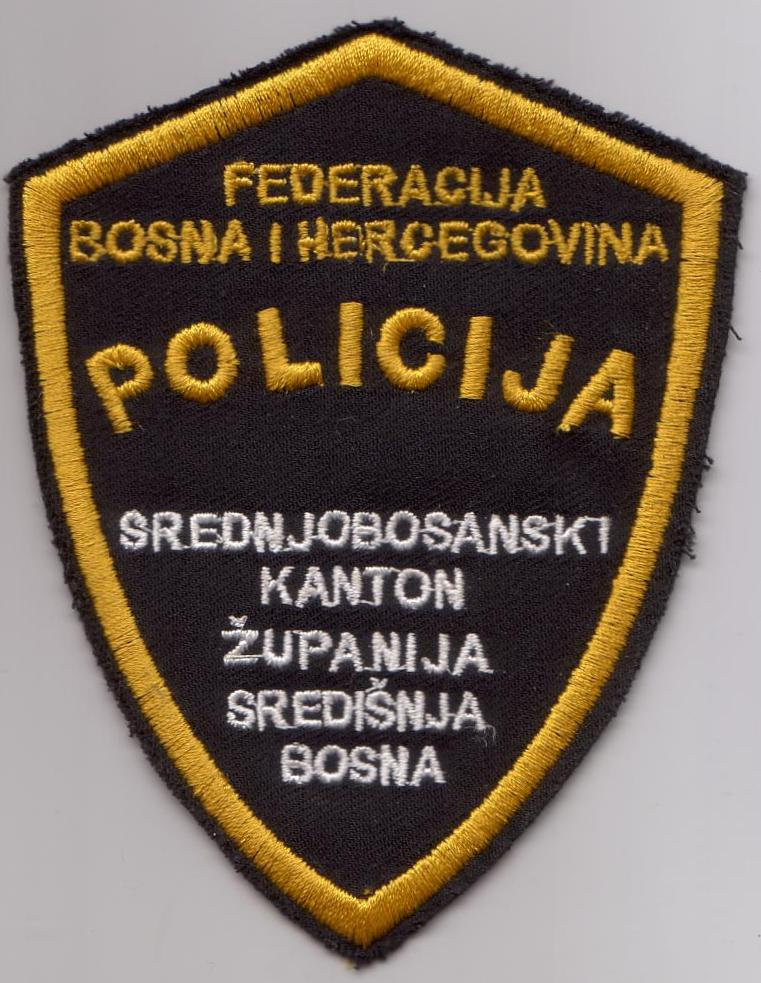
Эмблема полиции Среднебоснийского кантона

### Полиция Республики Сербской

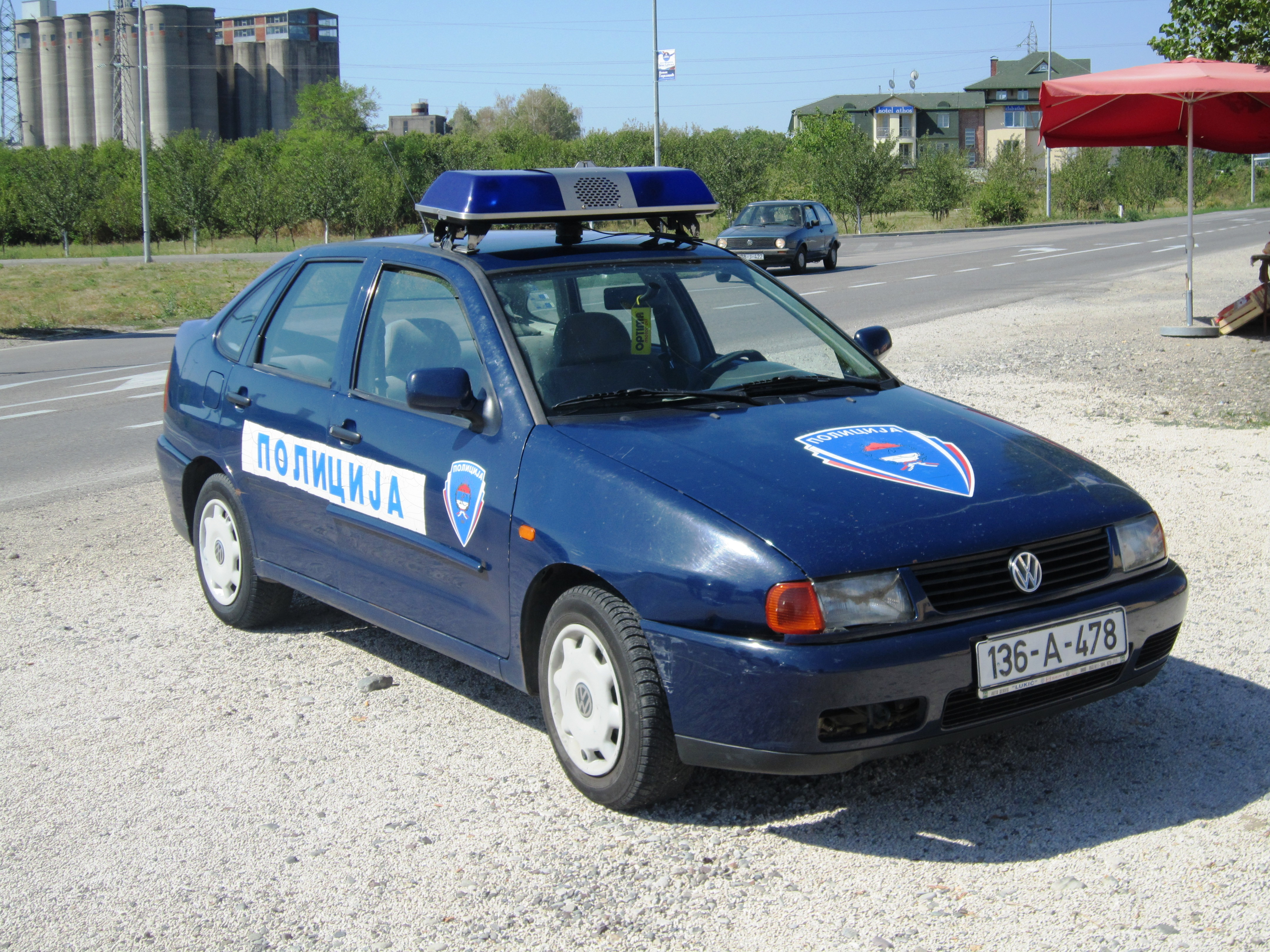
Volkswagen Jetta
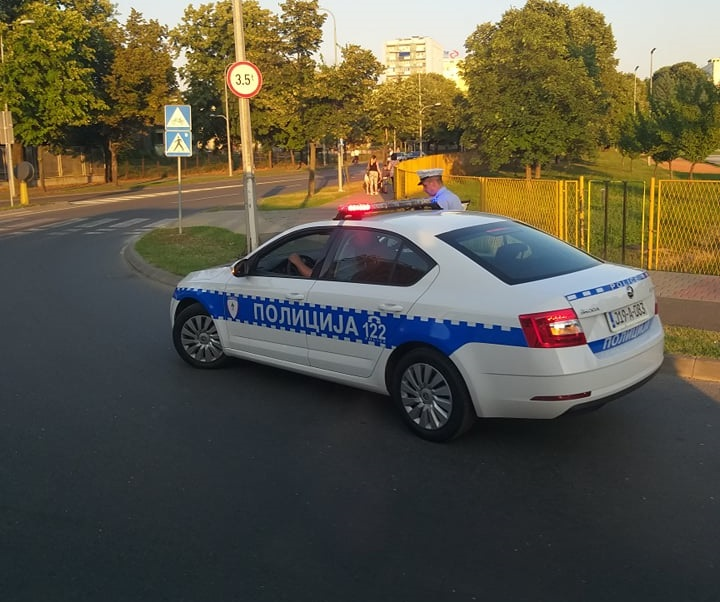
Škoda Octavia
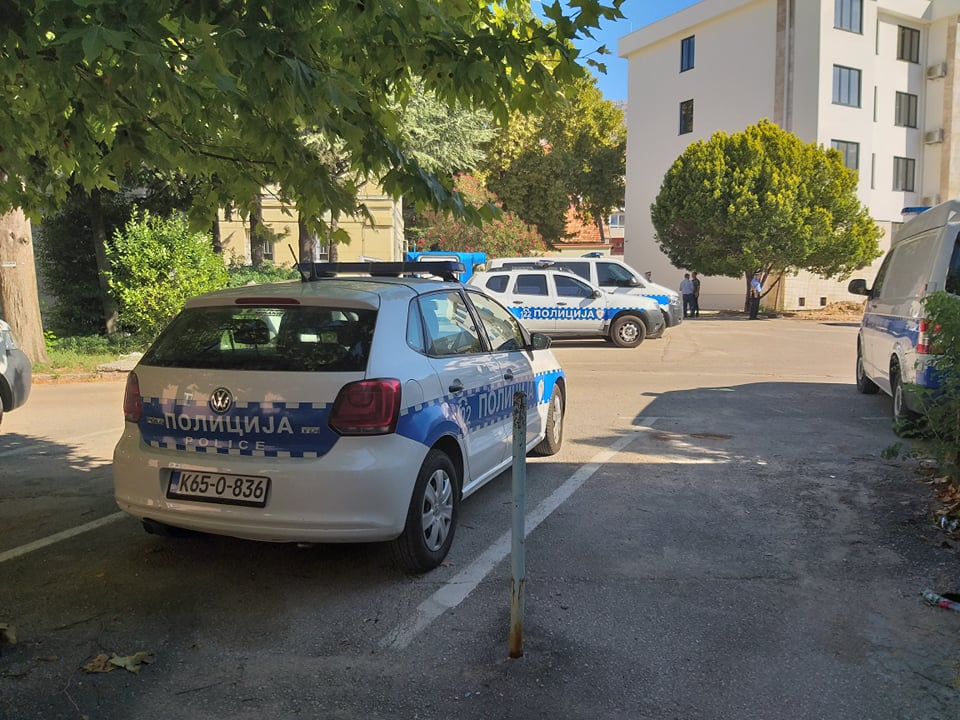
Volkswagen Polo и Renault Duster
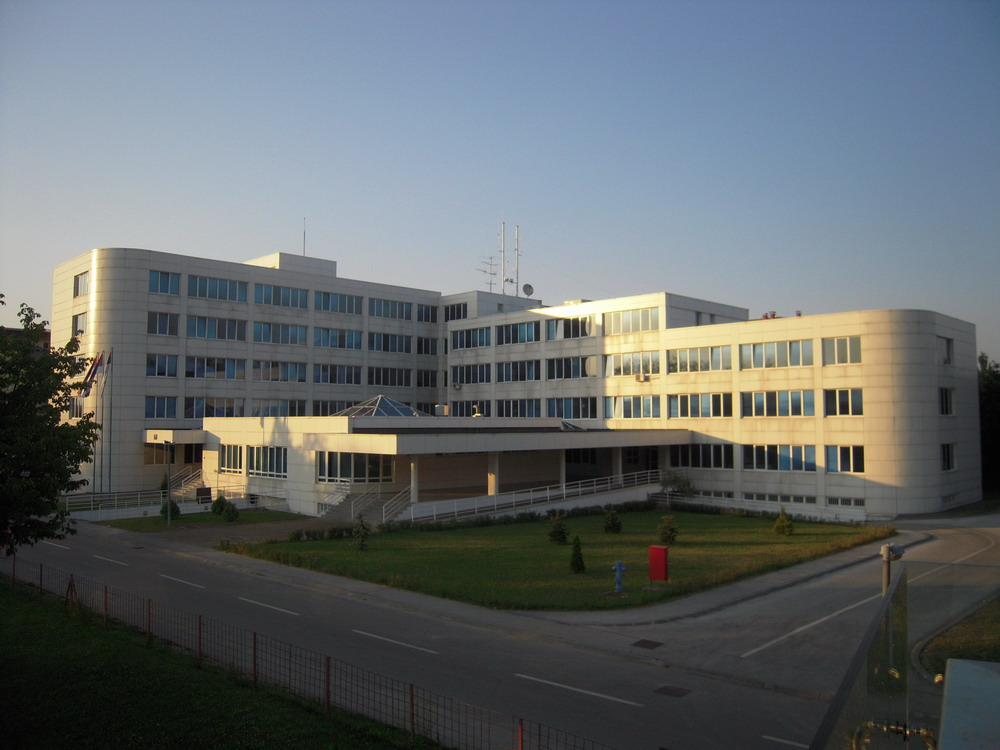
Здание штаба МВД Республики Сербской
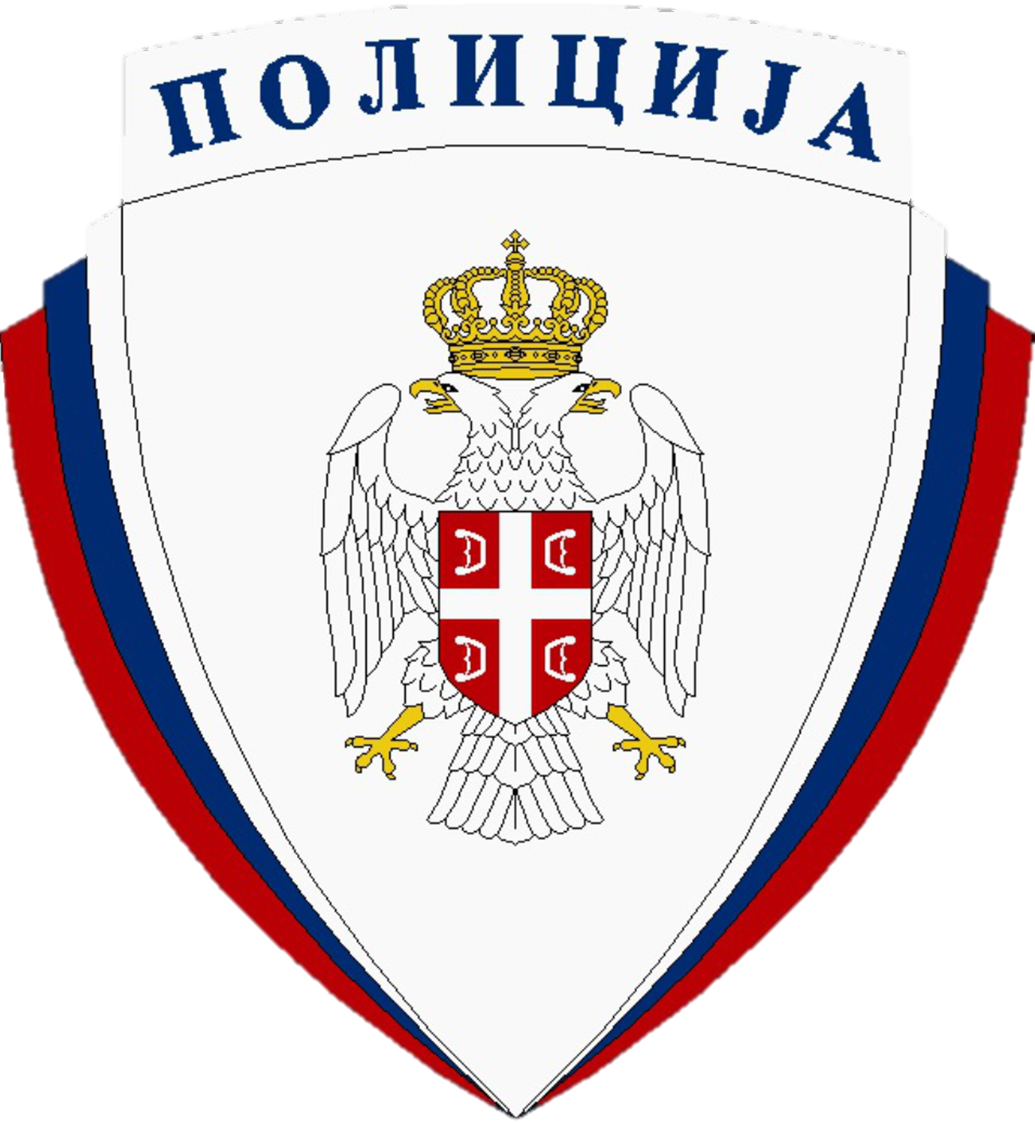
Эмблема Полиции Республики Сербской (1992-2008)
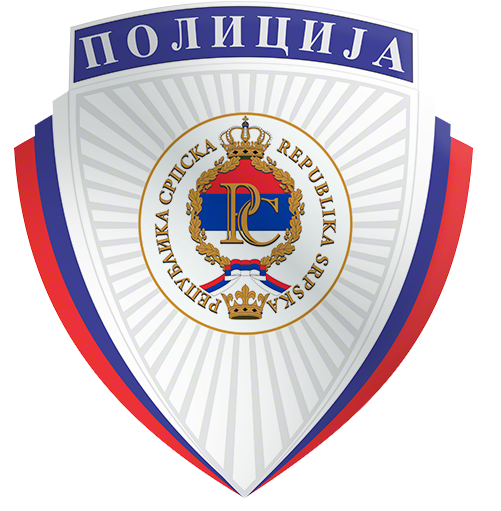
Эмблема Полиции Республики Сербской (с 2008 года)
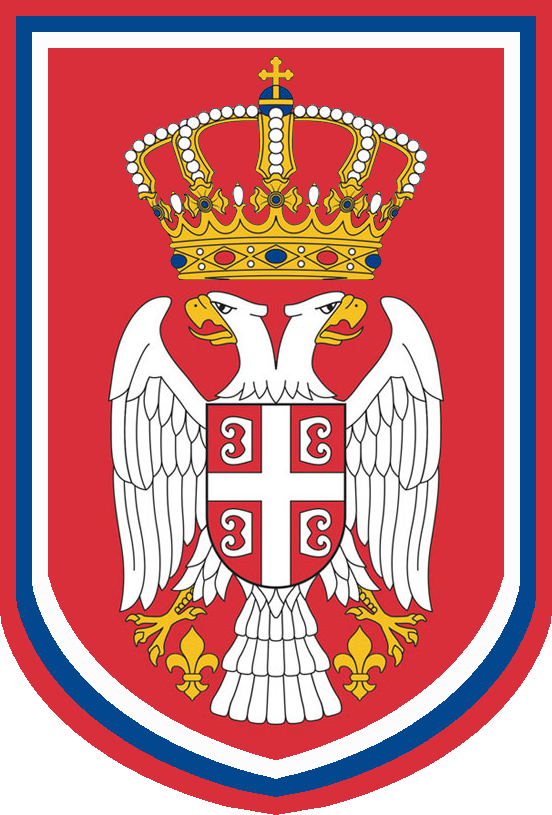
Эмблема Роты почётного караула МВД Республики Сербской
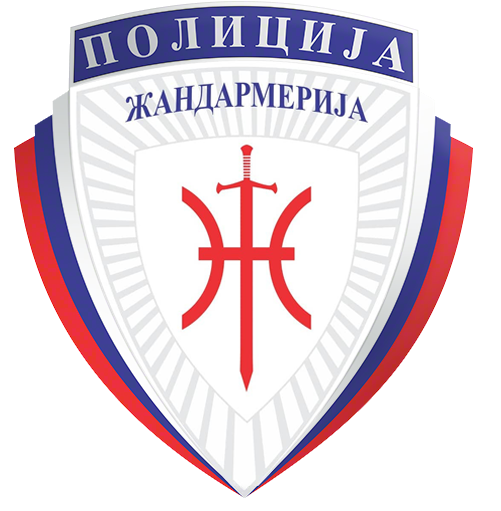
Эмблема жандармерии Республики Сербской
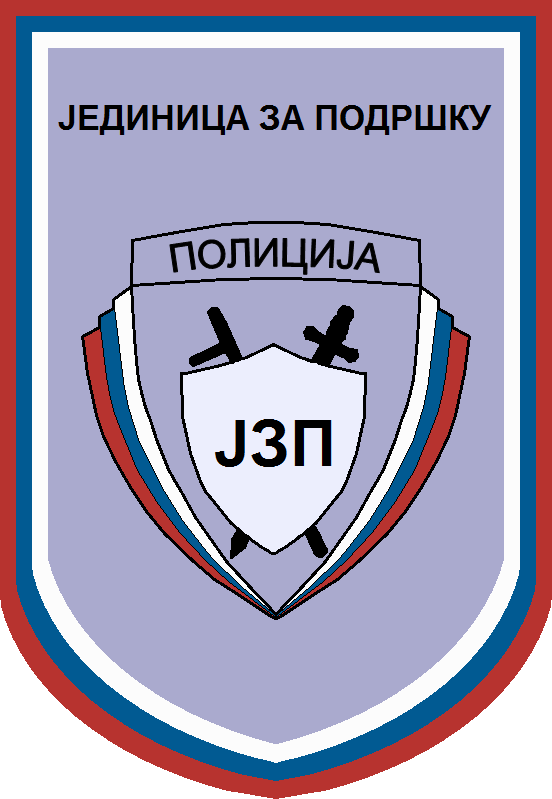
Эмблема подразделения поддержки Республики Сербской

### Полиция округа Брчко

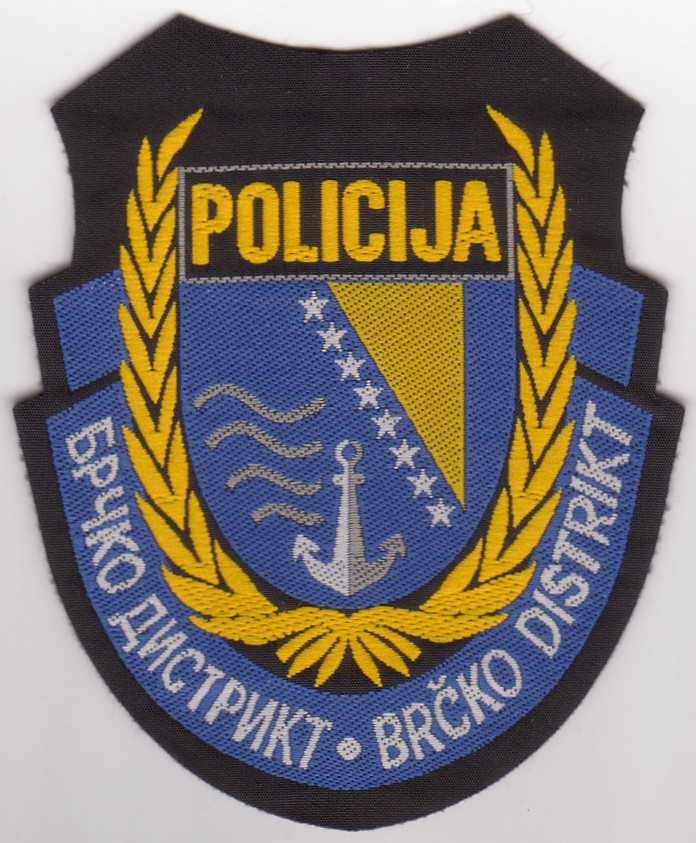
Эмблема полиции округа Брчко

### Федеральная полиция

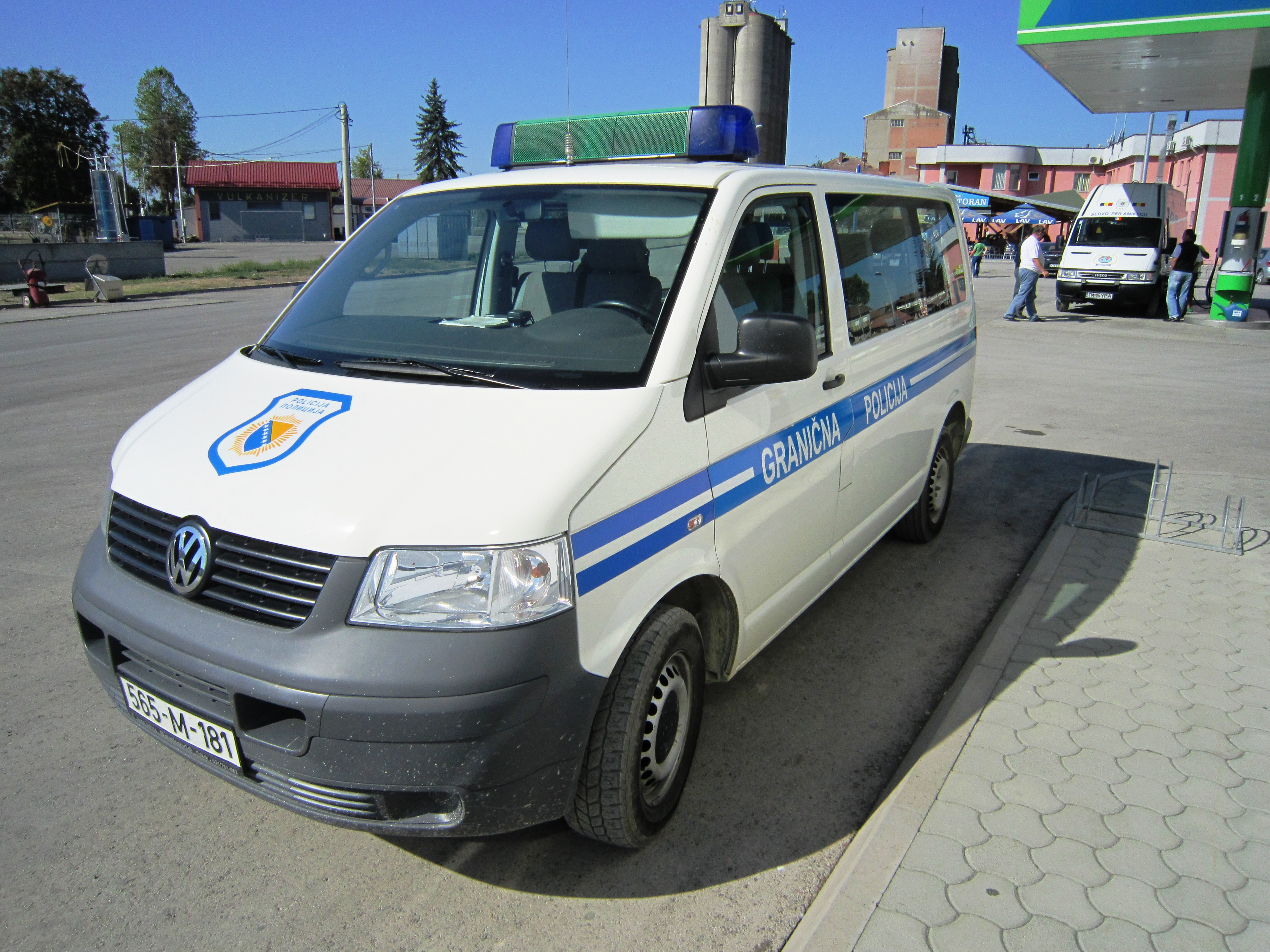
Volkswagen пограничной полиции
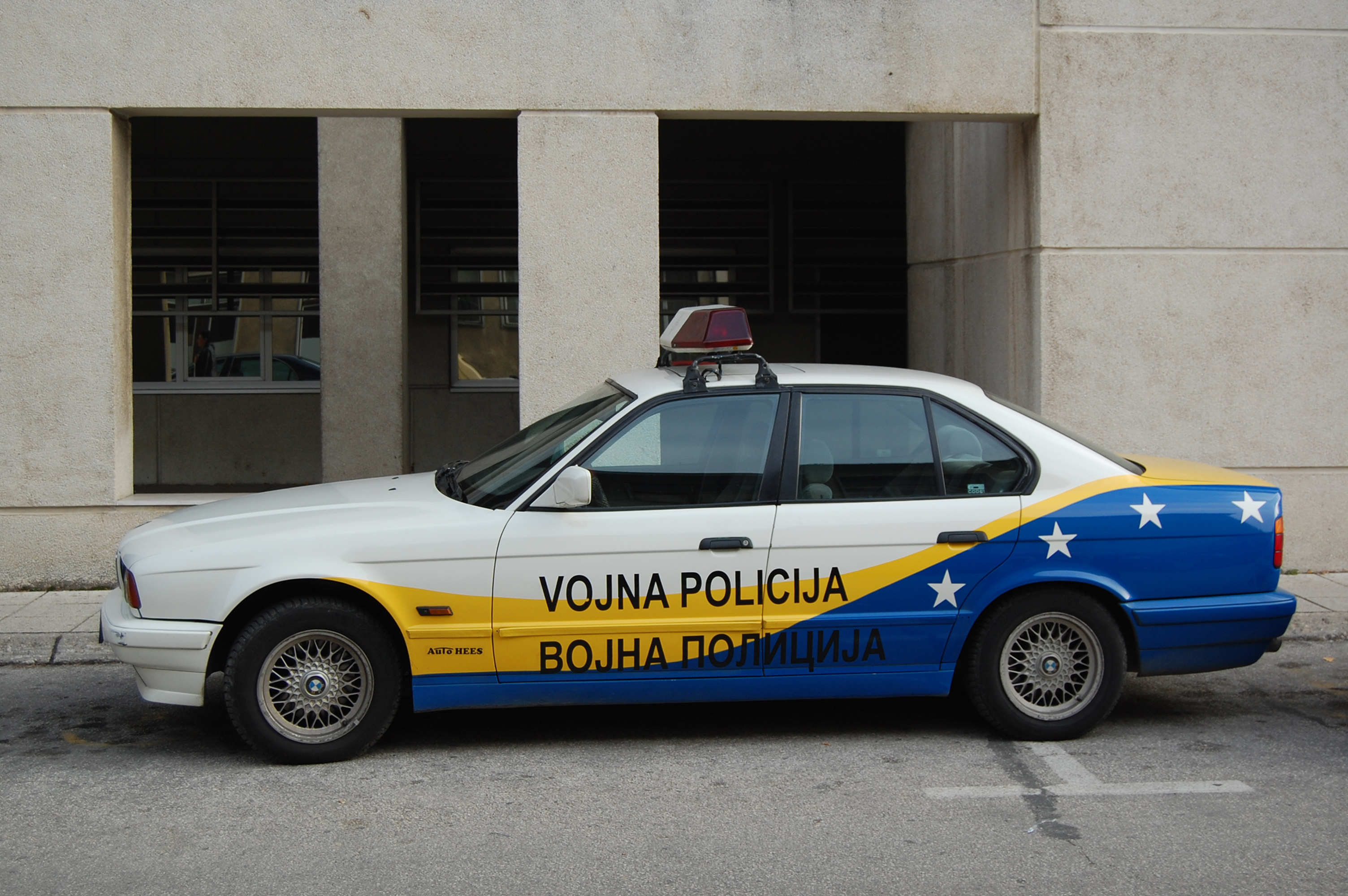
BMW военной полиции
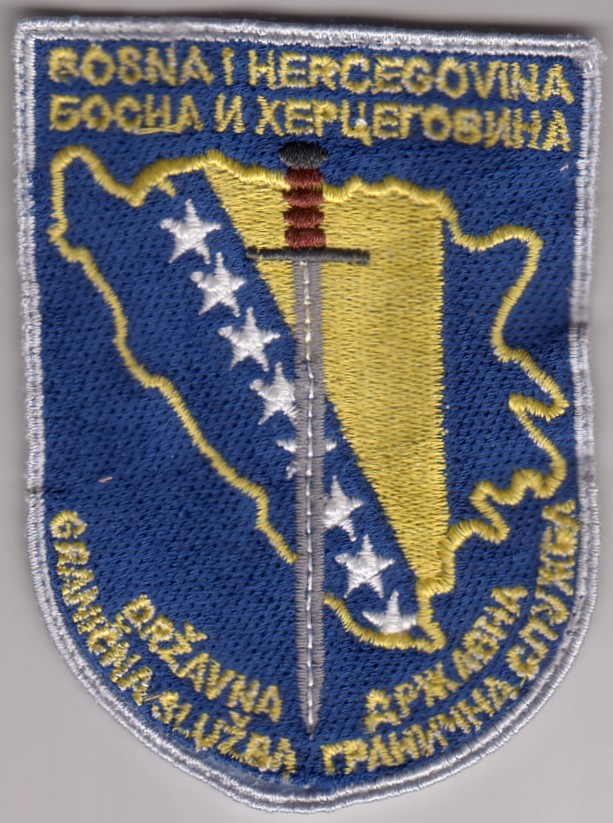
Эмблема государственной пограничной полиции Боснии и Герцеговины
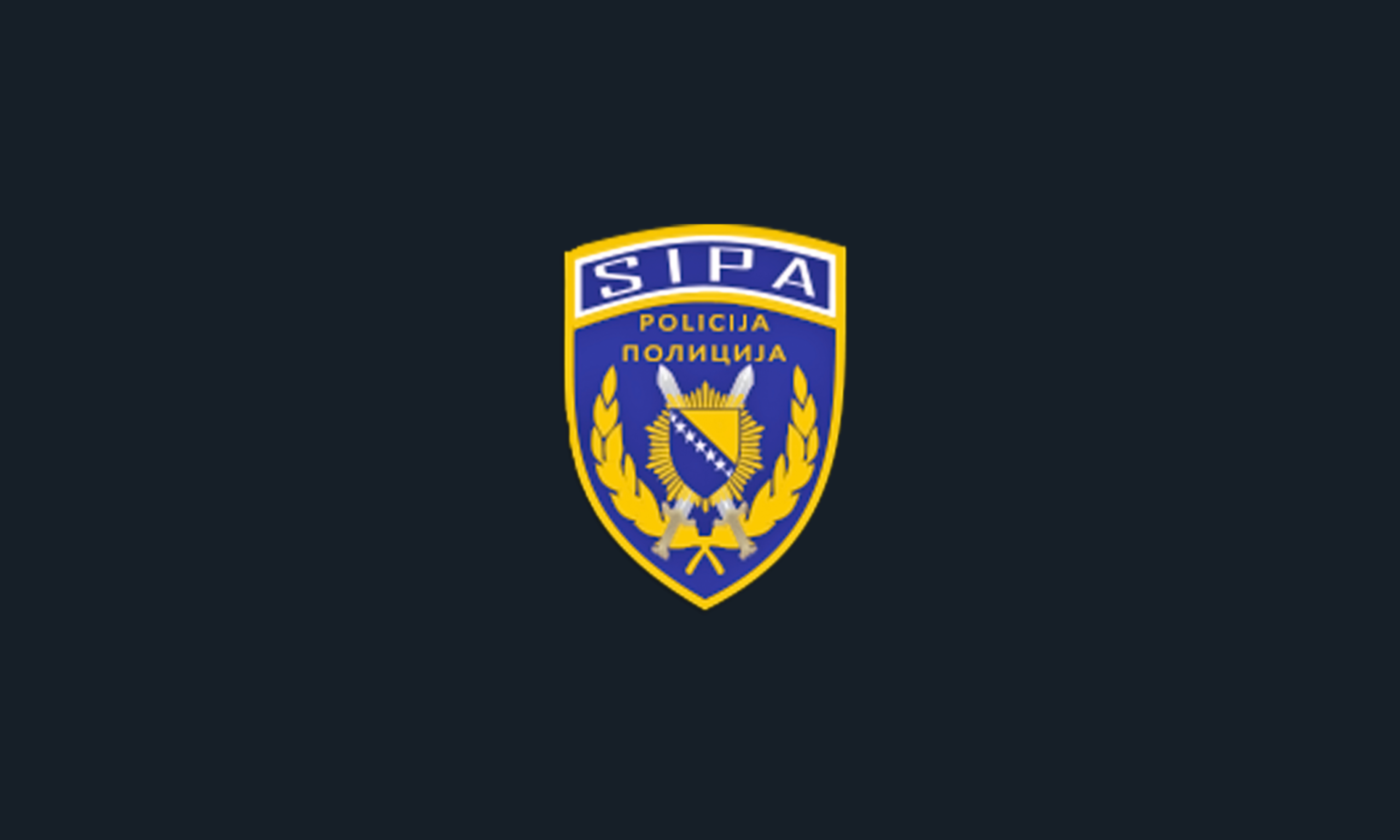
Флаг Государственного агентства информации и защиты (СИПА)